# Warszawa Radiomast
Warszawa Radiomast (på polsk Maszt radiowy w Konstantynowie, oftest omtalt med det engelske Warsaw Radio Mast) var en 646,38 meter høj radiomast i Warszawa i Polen, som kollapsede den 8. august 1991.
Masten var indtil dens fald den hidtil højeste konstruktion i verden. Konstruktionens højde blev dog først overgået af Burj Khalifa i Dubai, som er 828 meter høj. Efter kollapset, er Polens højeste bygningsværk Maszt radiowo-telewizyjny w Olsztynie med sine omkring 360 meter.
Byggeriet af masten påbegyndtes i juli 1970, og den stod færdigt den 18. maj 1974. Masten stod i byen Konstantynów, men blev benyttet af Warsaw Radio-Television i Warszawa. Signalerne fra den høje mast kunne modtages i hele Europa, i Nordafrika og endda i Nordamerika.
Vægten af masten er meget omdiskuteret. Buddene varierer fra 380 til 660 tons.